# Torre di Capo d'Uomo (Monte Argentario)
La Torre di Capo d'Uomo è una torre costiera situata nel comune di Monte Argentario, a circa 350 metri s.l.m., sulla vetta dell'omonimo poggio, che si eleva nella parte occidentale del promontorio dell'Argentario, in posizione dominante verso il mare, pressoché a metà strada tra Porto Santo Stefano e Porto Ercole.

## Storia
La torre fu costruita in epoca medievale molto probabilmente dagli Aldobrandeschi, prima che gran parte dei loro territori entrasse a far parte della Repubblica di Siena, ove venne inglobato interamente il promontorio dell'Argentario. Nella seconda metà del Cinquecento la torre divenne un riferimento fondamentale per il sistema difensivo dello Stato dei Presidii, potendo inviare segnalazioni luminose tra la Torre di Cala Piccola e la Torre della Maddalena, tra loro impossibilitate a comunicare visivamente.
La torre continuò a svolgere per secoli le originarie funzioni di avvistamento a cui era adibita, venendo definitivamente dismessa soltanto in epoca ottocentesca. La sua posizione in un luogo impervio e difficilmente accessibile fece sì che non ci fosse l'interesse all'acquisto da parte di privati, e così l'antica struttura difensiva andò incontro ad un rapido degrado, favorito anche dal luogo particolarmente esposto all'azione dei venti.

## Descrizione

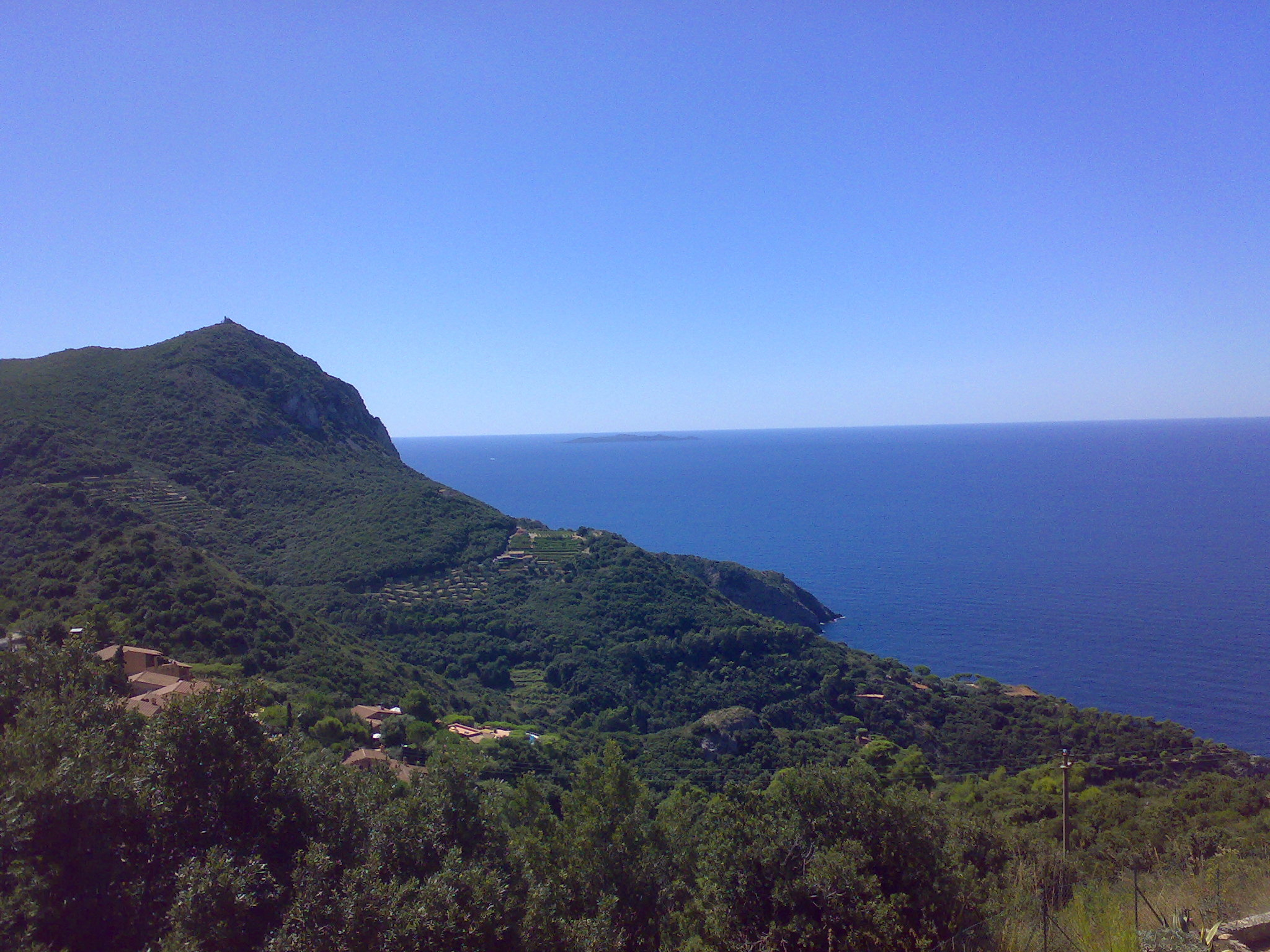
Capo d'uomo visto dalla strada panoramica

La Torre di Capo d'Uomo si presenta sotto forma di ruderi ben visibili, in posizione dominante, anche in lontananza dalla strada panoramica che si snoda lungo la costa occidentale del promontorio dell'Argentario.
La torre conserva l'abbozzo del basamento a scarpa a pianta quadrangolare, oltre ai resti murari in pietra delle pareti esterne che caratterizzavano la sua parte superiore; attorno ad essa vi sono i resti di un coevo edificio annesso di cui non sono tuttora note quelle che erano le sue funzioni.
Dalla collina della torre il campo visivo spazia lungo tutta la costa maremmana, verso l'Isola del Giglio, Giannutri e, nelle giornate terse, è ben visibile anche la Corsica: tutto ciò, dimostra l'importanza della fortificazione nei secoli passati nello svolgimento delle funzioni di avvistamento.